# 1993 v športu
1993 v športu.

## Avto - moto šport
- Formula 1: – Alain Prost, Francija (Williams – Renault), slavi s sedmimi zmagami in skupaj 99 osvojenimi točkami, med konstruktorji je slavil Williams-Renault
- 500 milj Indianapolisa: slavil je Emerson Fittipaldi, Brazilija, z bolidom Penske-Chevrolet za moštvo Penske Racing, Inc[1]

## Kolesarstvo
- Tour de France 1993: Miguel Induraín, Španija
- Giro d'Italia: Miguel Induraín, Španija

## Košarka
- Pokal evropskih prvakov: CSP Limoges premaga z rezultatom 59–55 Benetton Treviso
- NBA: – Chicago Bulls z 4 – 2 v zmagah proti moštvu Phoenix Suns, MVP finala je že tretjič zapored Michael Jordan[2]
- Evropsko prvenstvo v košarki 1993: slavi Nemčija v finalu proti Rusiji s 71-70, tretja je bila Hrvaška[3]

## Nogomet
- Liga prvakov: francoski Marseille slavi proti Italijanski ekipi A.C. Milan z rezultatom 1-0[4]

## Smučanje
- Alpsko smučanje:  
  - Svetovni pokal v alpskem smučanju, 1993
    - Moški: Marc Girardelli, Luxembourg, njegov 5., zadnji naslov[5]
    - Ženske: Anita Wachter, Avstrija, njen prvi in edini naslov[6]

  - Svetovno prvenstvo v alpskem smučanju – Morioka 1993:
  - Moški: 
    - Slalom: Kjetil André Aamodt, Norveška
    - Veleslalom: Kjetil André Aamodt, Norveška
    - Superveleslalom: odpadel
    - Smuk: Urs Lehmann, Švica
    - Kombinacija: Lasse Kjus, Norveška

  - Ženske: 
    - Slalom: Karin Buder, Avstrija
    - Veleslalom: Carole Merle, Francija
    - Superveleslalom: Katja Seizinger, Nemčija
    - Smuk: Kate Pace, Kanada
    - Kombinacija: Miriam Vogt, Nemčija
- Nordijsko smučanje: 
  - Svetovni pokal v smučarskih skokih 1993
    - Moški: 1. Andreas Goldberger, Avstrija, 2. Jaroslav Sakala, Češka, 3. Noriaki Kasai, Japonska[7]
    - Pokal narodov: 1. Avstrija, 2. Japonska, 3. Norveška

## Tenis
- Turnirji Grand Slam za moške:
  - 1. Odprto prvenstvo Avstralije: Jim Courier, ZDA[8]
  - 2. Odprto prvenstvo Francije: Sergi Bruguera, Španija
  - 3. Odprto prvenstvo Anglije – Wimbledon: Pete Sampras, ZDA[9]
  - 4. Odprto prvenstvo ZDA: Pete Sampras, ZDA
- Turnirji Grand Slam za ženske:
  - 1. Odprto prvenstvo Avstralije: Monica Seleš, ZDA[10]
  - 2. Odprto prvenstvo Francije: Steffi Graf, Nemčija
  - 3. Odprto prvenstvo Anglije – Wimbledon: Steffi Graf, Nemčija[11]
  - 4. Odprto prvenstvo ZDA: Steffi Graf, Nemčija
- Davisov pokal: Nemčija slavi s 4-1 nad Avstralijo[12]

## Hokej na ledu
- NHL – Stanleyjev pokal: – Montreal Canadiens slavijo s 4 proti 1 nasproti ekipi Los Angeles Kings
- SP 1993: 1. Rusija, 2. Švedska, 3. Češka[13]

## Rojstva
- 17. februar: Marc Márquez, španski motociklistični dirkač
- 20. februar: Žiga Dimec, slovenski košarkar
- 15. marec: Paul Pogba, francoski nogometaš
- 6. april: Rok Justin, slovenski smučarski skakalec
- 7. april: Katja Požun, slovenska smučarska skakalka
- 13. maj: Stefan Kraft, avstrijski smučarski skakalec
- 20. maj: Luka Rupnik, slovenski košarkar
- 21. julij: Ana Bucik, slovenska alpska smučarka
- 1. avgust: Anže Semenič, slovenski smučarski skakalec
- 18. oktober: Miha Lapornik, slovenski košarkar
- 31. oktober: Luka Gračnar, slovenski hokejist

## Smrti
- 9. januar: Mario Genta, italijanski nogometni igralec in trener (* 1912)
- 6. februar: Arthur Ashe, ameriški tenisač (* 1943)
- ? marec: Anton Morosani, švicarski hokejist (* 1907)
- 1. marec: Oleg Zajcev, ruski hokejist (* 1939)
- 27. marec: Charles Anderson, američani jahač (* 1914)
- 2. maj: Eddie Hertzberger, nizozemski dirkač (* 1904)
- 7. maj: Duane Carter, ameriški dirkač Formule 1 (* 1913)
- 7. junij: Dražen Petrović, hrvaški košarkar (* 1964)
- 15. junij: James Hunt, britanski dirkač Formule 1 (* 1947)
- 16. avgust: René Dreyfus, francoski dirkač Formule 1 (* 1905)
- 16. september: Rok Petrovič, slovenski alpski smučar (* 1966)
- 24. oktober: Přemysl Hainý, češki hokejist (* 1925)
- 28. oktober: Harold Darragh, kanadski hokejist (* 1902)
- 29. oktober: Stanisław Marusarz, poljski smučarski skakalec, smučarski tekač in nordijski kombinatorec (* 1913)
- 4. november: Daniel Barrow, ameriški veslač (* 1909)